# Bjørn Rongen
Bjørn Rongen (24. července 1906, Evanger – 26. srpna 1983, Drøbak) byl norský spisovatel. Vydal mnoho románů a povídek ze života norských dělníků a zemědělců a je také autorem knih pro děti, ve kterých projevoval životní optimismus a živý vztah k přírodě a za které získal několik cen.